# Bed Intruder Song
"Bed Intruder Song" é uma música de Antoine Dodson e The Gregory Brothers, com a participação de Kelly Dodson. Os criadores da melodia estrelaram processando vocais de Antoine Dodson, que durante a música está em uma entrevista para uma reporter sobre uma tentativa mal-sucedida de estupro de sua irmã Kelly. O som estampou a colocação 89 na Billboard Hot 100, A música original para "Bed Intruder Song" foi viral. Em 15 de outubro de 2010 o som havia 32.416.374 de  downloads. em 26 de agosto de 2010 ainda estava classificada como recordista na iTunes.

## Histórico
O som é baseado em uma reportagem para a TV WAFF sobre uma tentativa de estupro em Huntsville, Alabama. O video da reportagem foi primeiramente postado no site da WAFF-48 em 29 de julho de 2010 e então colocado no YouTube no mesmo dia. Apenas dois dias depois o grupo The Gregory Brothers lançaram a música baseada na reportagem. Andrew Gregory disse a KROQ que Antoine "era apaixonável, articulado e ele era original, o que são três coisas que não ouvimos nos rádios de música pop normalmente."

## Recepção
O som vendeu mais de 10 mil cópias nos primeiros dois dias de venda.
Em 18 de agosto de 2010 Billboard reportou que "Bed Intruder Song" havia entrado no Billboard Hot 100 no número 89 por vender 30 mil cópias, crescimento de 182%.

## Classificações
| Chart (2010)         | Peak position |
| -------------------- | ------------- |
| US Billboard Hot 100 | 89            |